# Leon Szatzsznajder
Leon Szatzsznajder (albo Szacsznajder, ur. 1881 w Otwocku, zm. 23 lipca 1972) – malarz-portrecista, rzeźbiarz i medalier polski. Jego ojcem był Jakub, potomek bawarskich młynarzy (używających nazwiska Schatzschneider albo Schatzschnejder) osiadłych w Polsce pod koniec XVIII wieku, zaś matką – Teodora z Talikowskich.
W Warszawskiej Szkole Rysunkowej u Wojciecha Gersona uczył się do roku 1903, w latach 1909–1912 studiował w Szkole Przemysłu Artystycznego (Kunstgewerbeschule) w Wiedniu. W 1915 ewakuowany w związku z wybuchem I wojny światowej do Rosji, w 1918 przyjechał do Warszawy i osiadł tu na stałe. Przed II wojną światową projektował zdobione (w stylu art déco) przedmioty użytkowe (naczynia, patery itp.) z metalu łączonego ze szkłem oraz medale i niewielkie rzeźby. Jest autorem wykonanego po roku 1925 medalionu portretowego W. Reymonta na Powązkach. Malował również akwarele. Przez okres okupacji niemieckiej 1939-1945 mieszkał wciąż w Warszawie, przez ostatni rok razem z siostrą Aurelią. Po zakończeniu wojny nadal zajmował się medalierstwem i drobnymi formami rzeźbiarskimi (m.in. o tematyce sportowej, a w latach pięćdziesiątych – także socrealistyczne) oraz malarstwem akwarelowym na kartonie (tworzył m.in. symboliczne kompozycje kubizujące, ale także realistyczne pejzaże).
Prace Leona Szatzsznajdera znajdują się między innymi w Muzeum Sztuki Medalierskiej we Wrocławiu.